# ISO 3166-2:RO
ISO 3166-2:RO is een ISO-standaard met betrekking tot de zogenaamde geocodes. Het is een subset van de ISO 3166-2 tabel, die specifiek betrekking heeft op Roemenië.
De gegevens werden tot op 27 november 2015 geüpdatet op het ISO Online Browsing Platform (OBP). Hier worden 41 departementen - department (en) / département (fr) / judeţ (ro) – en 1 gemeente - municipality (en) / municipalité (fr) / municipiu (ro) - gedefinieerd.
Volgens de eerste set, ISO 3166-1, staat RO voor Roemenië, het tweede gedeelte is een tweeletterige code. Alleen de gemeente heeft als tweede deel één letter als code.

## Codes
| Code  | Naam            | Categorie   |
| ----- | --------------- | ----------- |
| RO-AB | Alba            | departement |
| RO-AR | Arad            | departement |
| RO-AG | Argeș           | departement |
| RO-BC | Bacău           | departement |
| RO-BH | Bihor           | departement |
| RO-BN | Bistrița-Năsăud | departement |
| RO-BT | Botoșani        | departement |
| RO-BR | Brăila          | departement |
| RO-BV | Brașov          | departement |
| RO-B  | București       | gemeente    |
| RO-BZ | Buzău           | departement |
| RO-CL | Călărași        | departement |
| RO-CS | Caraș-Severin   | departement |
| RO-CJ | Cluj            | departement |
| RO-CT | Constanța       | departement |
| RO-CV | Covasna         | departement |
| RO-DB | Dâmbovița       | departement |
| RO-DJ | Dolj            | departement |
| RO-GL | Galați          | departement |
| RO-GR | Giurgiu         | departement |
| RO-GJ | Gorj            | departement |
| RO-HR | Harghita        | departement |
| RO-HD | Hunedoara       | departement |
| RO-IL | Ialomița        | departement |
| RO-IS | Iași            | departement |
| RO-IF | Ilfov           | departement |
| RO-MM | Maramureș       | departement |
| RO-MH | Mehedinți       | departement |
| RO-MS | Mureș           | departement |
| RO-NT | Neamț           | departement |
| RO-OT | Olt             | departement |
| RO-PH | Prahova         | departement |
| RO-SJ | Sălaj           | departement |
| RO-SM | Satu Mare       | departement |
| RO-SB | Sibiu           | departement |
| RO-SV | Suceava         | departement |
| RO-TR | Teleorman       | departement |
| RO-TM | Timiș           | departement |
| RO-TL | Tulcea          | departement |
| RO-VL | Vâlcea          | departement |
| RO-VS | Vaslui          | departement |
| RO-VN | Vrancea         | departement |